# Degel HaTorah
Degel HaTorah (hebraico: דגל התורה, lit.  'Bandeira da Torá') é um partido político asquenaz haredi em Israel. Durante grande parte de sua existência, foi aliado da Agudat Israel, sob o nome de Judaísmo Unido da Torá.

## História
O Degel HaTorah foi fundado em 1988, como uma cisão do Agudat Israel. Seu estabelecimento pelo rabino Elazar Shach foi devido a disputas políticas em andamento com os rabinos hassídicos dentro de Agudat Israel. Nas eleições de 1988, o partido conquistou dois assentos, ocupados por Moshe Gafni e Avraham Ravitz, e se juntou ao governo de coalizão de Yitzhak Shamir. Para as eleições de 1992, o partido aliou-se ao Agudat Israel, sob o nome de Judaísmo Unido da Torá.
Embora o partido tenha dividido pouco antes das eleições de 1996, eles se reuniram para as eleições. Isso se repetiu nas eleições de 1999, 2006 e 2009.
Em 2021, o partido tinha três MKs (dos sete representando o Judaísmo Unido da Torá): Moshe Gafni, Ya'akov Asher e Yitzhak Pindros.

## Ideologia

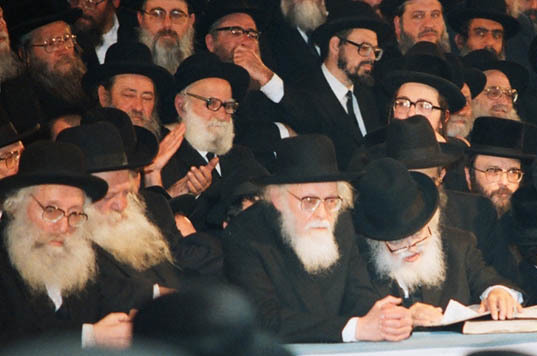
Uma reunião do Degel HaTorah. (E-D) Rabinos Shlomo Shimshon Karelitz, Chaim Kanievsky, Yosef Shalom Elyashiv, Elazar Shach.

Degel HaTorah representa a "ala lituana" de Haredim não-hassídicos (conhecido como "Mitnagdim"), em oposição ao partido Agudat Israel dominado pelos hassídicos. Às vezes, as partes competem entre si; outras vezes, eles unem forças dentro de uma aliança política chamada Judaísmo Unido da Torá (UTJ) (Yahadut HaTorá em hebraico).
Em Jerusalém, foi baseado em um argumento de longa data contra um acordo de 1989 entre o então líder espiritual do Degel HaTorah, o rabino Elazar Shach, o venerado yeshiva Rosh do famoso yeshivá de Ponevezh em Bnei Brak, e o líder espiritual de Agudat Israel, o Pnei Menachem de Gur, Rabi Pinchas Menachem Alter. O acordo, baseado na demografia da época, dizia que quando a UTJ unisse forças, Aguda receberia 60% das vagas e Degel 40%. Este acordo foi contestado pela primeira vez em maio de 2016, quando o líder do Knesset de Degel, Moshe Gafni, exigiu que o então vice-ministro da Educação Meir Porush renunciasse ao Knesset, a fim de dar a Degel 3 dos 6 assentos ocupados pela UTJ. Porush conseguiu manter seu cargo ministerial sob a chamada Lei Norueguesa de 2015. Em 2018, a Degel chegou a um acordo 50-50 com a Aguda, com um representante da Aguda como presidente do partido.
O árbitro rabínico de Degel HaTorah ("posek") foi, até sua morte em 2012, o centenário Rabi Yosef Shalom Eliashiv de Jerusalém. Eliashiv serviu como um dos dois presidentes de Moetzes Gedolei HaTorah de Degel HaTorah ("Conselho de Sábios da Torá"). Após a morte do rabino Eliyashiv, o rabino Aharon Yehuda Leib Shteinman liderou o partido. Em dezembro de 2017, após a morte de Rabi Steinman aos 103 anos, a liderança espiritual foi dividida entre Rabi Gershon Edelstein, yeshiva de Rosh em Ponevezh e Rabi Chaim Kanievsky, um reverenciado Talmid Chacham em Bnei Brak. Kanievsky morreu em março de 2022.